# Winfried Opgenoorth
Winfried Opgenoorth (Düsseldorf, 20 juni 1939) is een Duitse illustrator.
Hij studeerde diepdruktechniek en van 1958 tot 1964 grafisch ontwerp in de Werkkunstschule in Düsseldorf.
Sinds 1972 woont hij in Wenen. Hij is getrouwd en is getrouwd met de auteur van kinderboeken Christine Rettl. Hij heeft geïllustreerd voor Mira Lobe, Wawa Weisenberg, Wilhelm Pellert, Lene Mayer-Skumanz, Wolf Harranth, Tilde Michels, Burckhard Garbe, Friedl Hofbauer, Helmut Korherr, Gerda Anger-Schmidt, Wolfgang Wagerer, Ernst A. Ekker, Gerhard Hofer, Gabi Berger, Jutta Modler, Frauke Nahrgang, Heinz R. Unger, Georg Bydlinski, Christine Rettl, Ilse Reif-Schere, Andreas Findig, Folke Tegetthoff, Silvia Vigl, Marko Simsa, Anna Melach,  Sigrid Laube en voor het tijdschrift Missionarissen van Steyl.
- Bibliothèque nationale de France: cb12629109f (data)
- Gemeinsame Normdatei: 121073890
- International Standard Name Identifier: 0000 0001 0865 0866
- Library of Congress Control Number: n82214024
- Nationale Bibliotheek van Letland: 000099470
- Bibliotheek van het Japanse parlement: 00451791
- Nationale Bibliotheek van Israël: 987007296603105171
- Nationale Bibliotheek van Polen: a0000001234429
- Nederlandse Thesaurus van Auteursnamen: 070710171
- Système universitaire de documentation: 14836120X
- Virtual International Authority File: 5052009
- WorldCat: E39PBJfx8BmFtYX8hBHtYqdqQq